# Ditaxodon taeniatus
Ditaxodon taeniatus (змія Гензеля) — вид змій родини полозових (Colubridae). Ендемік Бразилії. Це єдиний представник монотипового роду Ditaxodon.

## Поширення і екологія
Змії Гензеля мешкають в бразильських штатах Ріу-Гранді-ду-Сул, Мату-Гросу-ду-Сул, Парана і Сан-Паулу. Вони живуть на луках і в араукарієвих лісах, на висоті від 800 до 1800 м над рівнем моря. Живляться ящірками і дрібними птахами. Відкладають яйця, в кладці до 10 яєць.

## Збереження
МСОП класифікує цей вид як вразливий. Ditaxodon taeniatus загрожує знищення природного середовища.